# Vestas
Vestas Wind Systems A/S es una compañía danesa dedicada a la fabricación, venta, instalación y mantenimiento de aerogeneradores. La compañía dispone de plantas situadas en Dinamarca, Alemania, India, Italia, Rumanía, Estados Unidos, Reino Unido, España, Suecia, Noruega, Australia y China, empleando a más de 20 000 personas.

## Historia
Vestas fue fundada en 1945 por Peder Hansen, que nombró su empresa Vestjysk Stålteknik A/S. Al principio, la compañía manufacturaba electrodomésticos, focalizándose en equipos para la agricultura en 1950, intercoolers en 1956 y grúas hidráulicas en 1968. Entró a la industria de las turbinas de viento en 1979 y empezó la producción de estas exclusivamente a partir de 1989.

## Productos

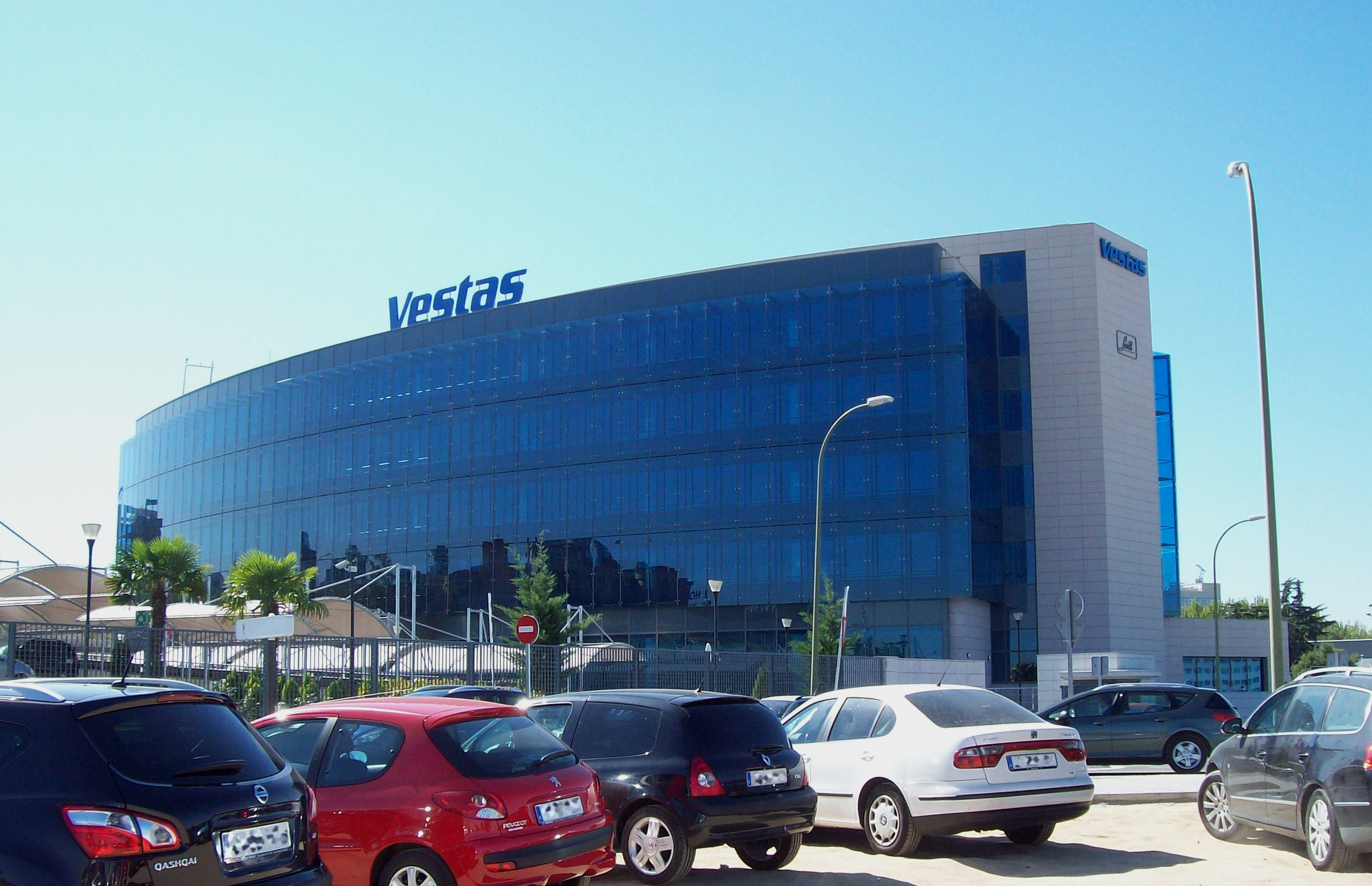
Oficinas de Vestas en Madrid (España).

Algunos de los modelos de turbinas eólicas fabricados por Vestas a lo largo de las últimas tres décadas se enumeran a continuación.
- V44-600 kW (1994)

- V47-660 kW
- V52-850 kW
- V60-850 kW (China)[5]
- V66-1.75 MW
- V80-1.8 MW (1999)
- V80-2.0 MW
- V82-1.65 MW
- V90-1.8 MW (2003)
- V90-2.0 MW (2003)
- V90-3.0 MW (2003)
- V100-2.0 MW (2009)
- V110-2.0 MW
- V112-3.45 MW (2013)
- V117-3.3
- V126-3.0 MW (2013)[6]
- V136-3.45 MW (2016)
- V150 4.2 MW (2018)
- V164-7.0 MW[7]
- V172-7,2 MW

En cuanto al desarrollo de tecnología offshore, ha experimentado un importante crecimiento en los últimos años logrando pulverizar los récords de potencia nominal instalada. Algunos de los modelos más representativos son los siguientes.
- V117-4,2MW (2018)
- V164-8MW (2013)[8]
- V164-9,5MW (2014)
- V236-15MW (2022)